# 抚近门

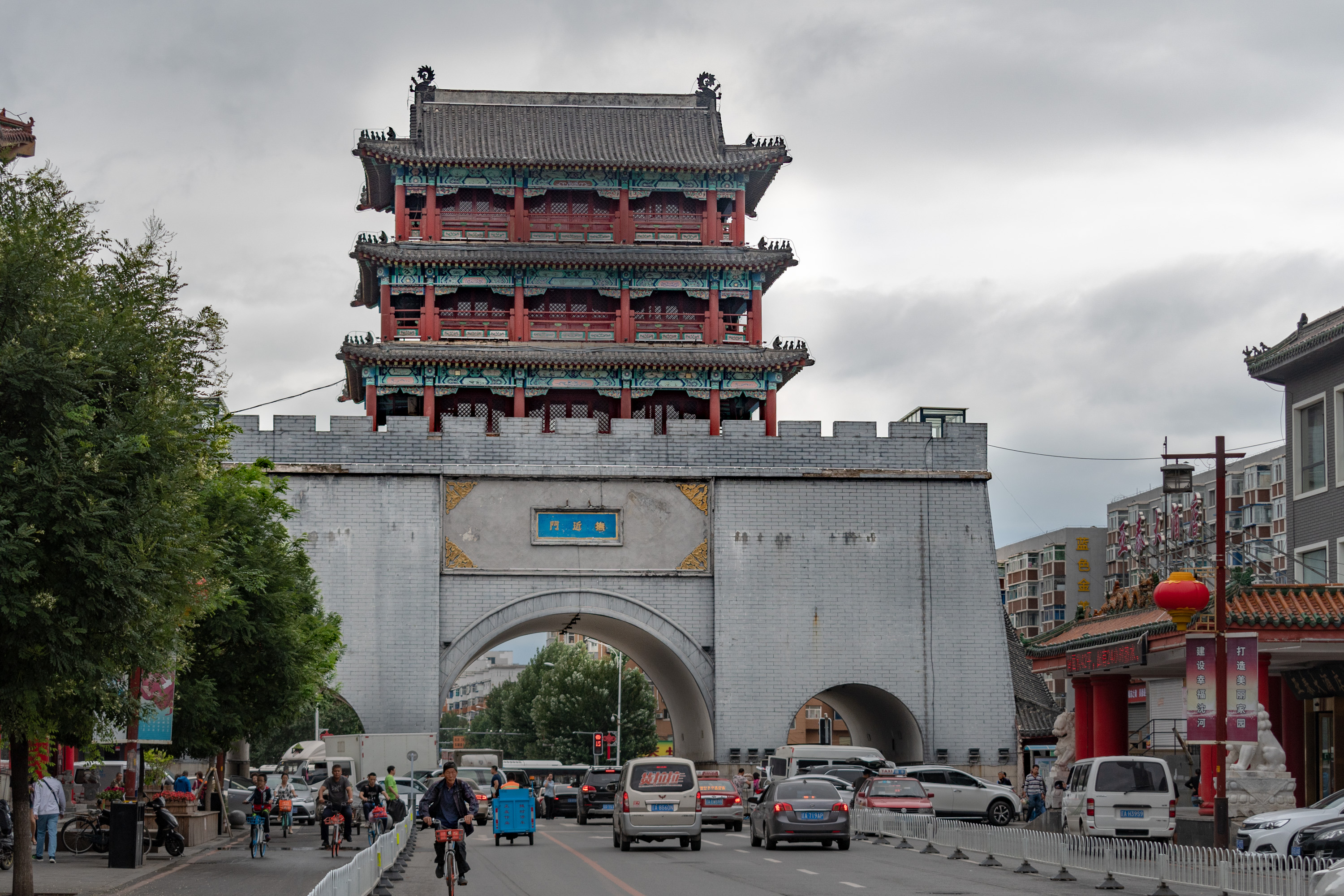
抚近门

抚近门，又称大东门，位于辽宁省沈阳市，是沈阳城门中在沈阳内城东偏南的一座。

## 历史
1625年，后金大汗努尔哈赤从辽阳迁都沈阳。1631年皇太极扩建沈阳中卫，并更名盛京。改建后的盛京城有敌楼八座，角楼四座，并将原有的四座城门改为八座城门。其中抚近门为东偏南的一座。
现存大东门也是后修补而成，原门已不复存在。

## 老满文匾额
据1930年代的记述，当时抚近门的内侧匾额为汉文“抚近门”，外侧匾额为无圈点的老满文“ᡴᠠᠨᠴᡳᡴᡳᠪᠠ
ᡴᠠᡳᡵᠠᠨᡨᠠᡵᠠ
ᡨᠣᡴᠠ”（穆麟德：hancikibe hairandara duka），匾额的制造时间为“大金天聪五年”，即1631年。:287